# Maria Schneider (actrice)
Pour les articles homonymes, voir Maria Schneider et Schneider.
Maria Schneider, née le 27 mars 1952 à Paris 15e et morte le 3 février 2011 dans le même arrondissement de Paris, est une actrice française. Elle est surtout connue pour son rôle de Jeanne, aux côtés de Marlon Brando, dans Le Dernier Tango à Paris de Bernardo Bertolucci (1972).

## Biographie

### Jeunesse et débuts de carrière
Maria Hélène Schneider est l'enfant naturelle de Marie-Christine Schneider, mannequin aux origines   alsaciennes et roumaines devenue libraire à Paris,, et de l'acteur Daniel Gélin qui, parce qu'il est marié à Danièle Delorme et que les lois de l'époque ne le permettent pas, ne peut légalement reconnaître son enfant adultérin. Il lui rend pourtant visite, puis cesse de la voir dès qu'il rompt avec sa mère.
Maria Schneider ne fait la connaissance de son père biologique qu'à l'âge de seize ans, en allant sonner à sa porte. Elle entretient avec lui des relations irrégulières, allant jusqu'à dire qu'elle ne l'a rencontré que trois fois.
Sa cousine Vanessa Schneider raconte pourtant, dans le livre biographique qu'elle lui consacre en 2018, qu'elle a fréquenté régulièrement son père biologique à la fin de son adolescence, sans pour autant pénétrer le cercle familial. C'est lui qui lui fait découvrir le milieu du cinéma, en l'emmenant sur des plateaux de tournage. Leur relation est peu suivie mais Maria Schneider finit par nouer des liens avec ses demi-frères et notamment sa demi-sœur, l'actrice Fiona Gélin, qui découvrent son existence à la sortie du Dernier Tango à Paris.
Enfant, Maria Schneider est délaissée par sa mère, qui mène une vie de bohème et qui la confie pendant deux ans à une nourrice. Elle revient vivre à dix ans chez sa mère, dont elle quitte le domicile à quinze ans. Elle habite quelques années chez son oncle maternel, Michel Schneider. Ayant arrêté sa scolarité à la même époque, elle commence à jouer au théâtre, vit d'illustrations pour des menus de restaurant, est mannequin junior pour des jeans.
Sa vie change lorsque Brigitte Bardot la prend sous son aile en 1969, lors du tournage du film Les Femmes de Jean Aurel où elle est figurante. Elle décroche son premier rôle à l'écran dans L'Arbre de Noël de Terence Young, suivi immédiatement d'une apparition dans Madly, où Alain Delon l'impose.

### Succès et scandale duDernier Tango à Paris
Maria Schneider est approchée par Bernardo Bertolucci qui lui propose le rôle de Jeanne dans Le Dernier Tango à Paris ; elle a 19 ans.
Le tournage se déroule pour l'essentiel dans un appartement situé près du pont de Bir-Hakeim, à Paris. L'histoire raconte une passion charnelle entre un quadragénaire suicidaire (interprété par Marlon Brando), qui vient de perdre son épouse, et une jeune fille à l'allure adolescente.

Certaines scènes sont violentes voire brutales, notamment une scène de sodomie (simulée) : dans le salon vide de l'appartement, le quadragénaire maintient de force la jeune femme au sol et prend du beurre sur ses doigts pour préparer la pénétration. La scène aurait été le résultat d'un accord entre Brando et Bertolucci, sans que l'actrice ait été prévenue. Le cinéaste reconnaît ultérieurement qu'il s'agit d'une forme de viol — ce que dit également l'actrice — car il souhaitait filmer la réaction de rage de la jeune femme, raison pour laquelle il ne la prévient que quelques secondes avant la prise,,. Maria Schneider déclare six ans plus tard : 

« On pense de moi ce qu'on veut, que je suis une paumée, une droguée, une camée mal peignée, que j'ai mauvais caractère. Je m'en fous… Mais les spectateurs n'ont pas besoin de savoir que la petite Maria, après le tournage de la fameuse “scène du beurre”, a été se cacher au fond de sa loge, et a pleuré toute la nuit comme une enfant. »

Lors d'un entretien en mars 2001, elle explique : « [Brando] a réalisé une partie de la mise en scène, dictant à un Bertolucci soumis ce qu'il devait faire. »
Plus de quarante ans après le tournage, en plein mouvement MeToo, est exhumée une vidéo de Bertolucci de 2013 où il explique à la télévision néerlandaise que l'idée d'utiliser du beurre comme lubrifiant lui est venue le matin même du tournage en beurrant des tartines.
Pour un article plus général, voir Violences sexuelles et sexistes dans le cinéma français.

### Années 1970
Au cours des années 1970, Maria Schneider travaille avec d'autres partenaires comme Gérard Depardieu, dans Violanta de Daniel Schmid, ou Jack Nicholson, dans Profession : reporter de Michelangelo Antonioni. Ce dernier film s'impose comme le point d'orgue d'une thématique de l'errance qui ne cesse d'irriguer le cinéma, à commencer par celui d'Antonioni. Maria Schneider y campe un de ses plus beaux rôles et incarne, face au reporter pirandellien que joue Nicholson, une jeunesse hors-limite et vivante.
En 1974, elle fait son coming out en révélant sa bisexualité,.
Engagée pour tenir un des deux rôles principaux de Cet obscur objet du désir de Luis Buñuel, qui l'a choisie en voyant une photo du Dernier Tango à Paris, elle est renvoyée au bout de quelques jours de tournage, le réalisateur la trouvant peu convaincante. Elle-même attribue, par la suite, son renvoi au producteur Serge Silberman, qui ne souhaitait pas travailler avec elle. Cet épisode grève sa carrière, les assurances hésitant à la prendre en charge,. 
En 1978, en plein tournage du film Caligula produit par Bob Guccione, elle est exclue du plateau pour avoir refusé de faire des scènes de nu. 
Elle s'éloigne alors momentanément du monde du cinéma en raison de problèmes personnels (dont une dépression) et rejoint une amie américaine de 28 ans dans un hôpital psychiatrique. Elle part se reposer en Suède.
Dans un entretien en 2007, elle revient sur sa consommation de drogues à cette époque, sur ses overdoses et sur la personne qui lui a permis de décrocher : « Je ne dis pas si c'est un homme ou une femme. C'est mon jardin secret. »

### Années 1980
En 1980, son interprétation d'une prostituée dans La Dérobade de Daniel Duval lui vaut d’être nommée pour le César du meilleur second rôle féminin. 
En 1981, Jacques Rivette lui propose pour son film Merry-Go-Round de choisir elle-même les acteurs avec qui elle va travailler, dont l'icône warholienne Joe Dallesandro.
Par la suite, les rôles au cinéma se font moins nombreux : elle privilégie donc la télévision. Seules des personnalités iconoclastes lui font confiance, comme Mehdi Charef dans Au pays des Juliets en 1992, dans un rôle de taularde en permission. Elle fait des apparitions encore plus brèves dans Les Nuits fauves de Cyril Collard et dans Jane Eyre de Franco Zeffirelli. Elle tient son dernier rôle à l'écran dans Cliente de Josiane Balasko, où elle apparaît sous les traits d'une cliente.

### Fin de vie
Atteinte par un cancer des poumons, elle meurt le 3 février 2011 à l’âge de 58 ans à la maison médicale Jeanne-Garnier (Paris 15e).
Brigitte Bardot lui rend hommage dans un texte lu par Alain Delon, lors d'une cérémonie à l'église Saint-Roch de Paris. Incinérée au cimetière du Père-Lachaise, ses cendres sont dispersées devant le rocher de la Vierge à Biarritz.

### Décoration
- 1er juin 2010 :  Chevalière de l'ordre des Arts et des Lettres[23]

## Postérité
En 2018, sa cousine Vanessa Schneider, grand reporter au journal Le Monde, lui rend hommage dans le livre Tu t'appelais Maria Schneider, présenté comme étant un « roman ». Elle y revient notamment sur l'histoire de sa famille, sur sa carrière, sur le scandale du Dernier tango à Paris, sur ses problèmes de drogue et sur la fin de sa vie. Dans le film Maria (2024), de Jessica Palud, qui s'inspire de l'ouvrage, l'actrice est incarnée par Anamaria Vartolomei.
Le court métrage Maria Schneider, 1983 d'Elisabeth Subrin — présenté à la Quinzaine des réalisateurs du 2022, et récipiendaire du César du meilleur court métrage documentaire à la 2023 — reconstitue l'interview que l'actrice accorda en 1983 à l'émission de télévision Cinéma, Cinémas. Maria Schneider est interprétée par les actrices Manal Issa, Aïssa Maïga et Isabel Sandoval.
En avril 2025, la Ville de Paris donne son nom à une passerelle du canal Saint-Martin, dans le 10e arrondissement, la passerelle Maria-Schneider.

## Filmographie

### Cinéma
- 1969 : Les Femmes de Jean Aurel : figurante
- 1969 : L'Arbre de Noël de Terence Young : figurante
- 1970 : Madly de Roger Kahane : la jeune acheteuse
- 1970 : Les Jambes en l'air de Jean Dewever : Sarah Grandblaise
- 1972 : Le Sang de Jean-Daniel Pollet : figurante
- 1972 : Hellé de Roger Vadim : Nicole
- 1972 : La Vieille Fille de Jean-Pierre Blanc : Mome
- 1972 : What a Flash! de Jean-Michel Barjol : une participante
- 1972 : Le Dernier Tango à Paris (Ultimo tango a Parigi) de Bernardo Bertolucci : Jeanne
- 1973 : Chers Parents (Cari genitori) d'Enrico Maria Salerno : Antonia
- 1975 : Profession : reporter (Professione: reporter) de Michelangelo Antonioni : la fille
- 1975 : La Baby-Sitter de René Clément : Michèle
- 1977 : Violanta de Daniel Schmid : Laura
- 1978 : Voyage au jardin des morts de Philippe Garrel (court métrage) : Hypolyte
- 1979 : La Dérobade de Daniel Duval : Maloup César 1980 : Nomination pour le César de la meilleure actrice dans un second rôle
- 1979 : Une femme comme Eva de Nouchka van Brakel : Liliane
- 1980 : Weisse Reise de Werner Schroeter : l'une des filles
- 1980 : Haine de Dominique Goult : Madeleine
- 1980 : Mama Dracula de Boris Szulzinger : Nancy Hawaii
- 1981 : Une saison de paix à Paris (Sezona mira u Parizu) de Predrag Golubović
- 1982 : Balles perdues de Jean-Louis Comolli : Véra
- 1982 : Merry-Go-Round de Jacques Rivette : Léo
- 1982 : L'Imposteur (Cercasi Gesù) de Luigi Comencini : Francesca
- 1987 : Résidence surveillée de Frédéric Compain : Céline Fontaine
- 1989 : Bunker Palace Hôtel d'Enki Bilal : Muriel
- 1991 : Écrans de sable de Randa Chahal Sabbag : Sarah
- 1992 : Au pays des Juliets de Mehdi Charef : Raissa
- 1992 : Les Nuits fauves de Cyril Collard : Noria
- 1996 : Jane Eyre de Franco Zeffirelli : Bertha
- 2000 : Les Acteurs de Bertrand Blier : elle-même
- 2002 : La Repentie de Laetitia Masson : la sœur de Charlotte
- 2006 : La Vie d'artiste de Marc Fitoussi : la femme de Joseph Costals
- 2007 : La Clef de Guillaume Nicloux : Solange
- 2009 : Cliente de Josiane Balasko : une cliente

### Télévision
- 1984 : Buio nella valle (mini-série télévisée) de Giuseppe Fina : Lidia
- 1985 : A Song for Europe (téléfilm) de John Goldschmidt (en) : Madeline Dyer
- 1987 : L'Or noir de Lornac (série télévisée) de Tony Flaadt : Brigitte
- 1988 : Silvia è sola (téléfilm) de Silvio Maestranzi
- 1993 : Des héros ordinaires (série télévisée), épisode Contrôle d'identité de Peter Kassovitz : Leila Chaouen
- 1995 : Navarro (série télévisée), saison 7, épisode 8 L'Ombre d'un père de Nicolas Ribowski : Samira
- 1998 : Angelo nero (téléfilm) de Roberto Rocco : Julia Mayfair
- 1998 : Il Cuore e la spada (téléfilm) de Fabrizio Costa : la reine Maga d'Irlande
- 2004 : Maigret (série télévisée), épisode 51 : épisode Maigret en meublé de Laurent Heynemann : Madame Boursicault
- 2008 : A.D. La guerre de l'ombre (mini-série télévisée) de Laurence Katrian : Donatienne Klein

### Documentaire
- Il était une fois... "Le Dernier Tango à Paris", de Serge July et Bruno Nuytten, avec Bernardo Bertolucci, Maria Schneider, Vittorio Storaro, et al., Paris, CNC (distrib.), 2009 ; 1 DVD, 52 min